# Busoga
Busoga je tradiční království 11 knížectví kmene Basoga, rozkládající se na východě Ugandy. Jeho součástí je i východní díl ugandské části Viktoriina jezera. Busoga hraničí na západě s ugandským královstvím Buganda, na severu s územím bývalých distriktů Lango a Teso, na východě pak s územím bývalého distriktu Bukedi, ve Viktoriině jezeře pak s Keňou. Území království, které v současnosti netvoří územně správní celek a má spíše jen obřadní funkci, zahrnuje distrikty Bugiri, Iganga, Jinja, Kamuli a Mayuge, které jsou součástí formální Východní oblasti. Metropolí Busogy je město Jinja.

## Demografie
Busogu obývá především kmen Basoga, hovořící bantuským jazykem lusoga, blízce příbuzným s jazykem luganda, používaným v sousedním království Buganda. Na severovýchodě Busogy žije kmen Bakeni hovořící příbuzným jazykem keni.

## Politika
V čele království stojí Isebantu Kyabazinga (tradiční král). Současným Isebantu Kyabazingou je Jeho Veličenstvo Henry Wako Muloki. Manželka krále má označení Inhebantu. Předseda vlády Busogy má titul Katukiro. Zdejší parlament se nazývá Lukiiko. Dále zde existuje královská rada, složená z knížat a náčelníků 11 busogských knížectví. Od obnovení království roku 1993 však žádná z těchto institucí nemá reálnou moc. Království Busoga usiluje o autonomii a přeměnu Ugandy ve federaci.

### Busogská knížectví
1. Bugabula
2. Bugweri
3. Bukono
4. Bulamogi
5. Bukooli
6. Bunhole
7. Busiki
8. Butembe
9. Bunha
10. Kigulu
11. Luuka

## Historický přehled

### Busoga před svým sjednocením
Basogové byli organizováni do knížectví nebo náčelnictví zpočátku pod svrchovaností Buňora-Kitary a později Bugandy. V raných časech se při smrti náčelníka musela tato událost ohlásit buňorskému omukamovi, který měl na starosti dodání pohřební látky a zajištění záležitostí týkajících se pohřebního obřadu. Až na několik výjimek měl pak ve zvyku stanovit dědice, nebo poslal zpět syna zemřelého náčelníka, který obvykle pobýval na dvoře buňorského omukamy. Kmen Luo založil během svojí migrace v Busoze několik dynastií. Začátkem 16. století, tak zde v tutéž dobu jako Babiitská dynastie v Buňoru, vznikly například dynastie Bukooli a Bugweri. Koncem 19. století zde existovalo patnáct prakticky nezávislých knížectví. V jižních knížectvích panovaly dynastie, jejichž kořeny lze vystopovat na východě a na ostrovy ve Viktoriině jezeře. Během 19. století velice zesílil vliv Bugandy na knížectví na jihu Busogy, zatímco severní knížectví ještě měla kontakty s Buňorem a používala se zde i řada runyorských slov.

### Od sjednocení Busogy do osamostatnění Ugandy
V červenci 1906 pak britská protektorátní správa Ugandy administrativně spojila zdejší státy z předkoloniální Busogy do pevnější struktury. Zástupci zdejších knížectví poté ustavili zdejší parlament Lukiiko, jehož prvním předsedou byl od července 1906 do 15. ledna 1914 Semei Lwakirenzi Kakungulu. Jeho rezignace vedla ke zhroucení zdejší monstrózní politické struktury a ke zrušení úřadu předsedy Busogského Lukiika. Později vyvstal uvnitř Busogy požadavek obnovy tohoto úřadu, k čemuž došlo roku 1919. Jeho druhým předsedou se stal vládce zdejšího knížectví Bulamogi, omukama Ezekieri Tenywa Wako III. 11. února 1939 byl pak úřad předsedy busogského Lukiika nahrazen současnou funkcí Isebantu Kyabazinga, v níž poprvé stanul výše uvedený Ezekieri Tenywa Wako III.

### Od osamostatnění Ugandy do současnosti
Po osamostatnění Ugandy pak podle tehdejší ugandské federalistické ústavy měla Busoga v jejím rámci v letech 1962-1967 omezenou autonomii, nazývala se Územím Busoga a byla součástí formální Východní oblasti. V únoru 1966 však tehdejší ugandský předseda vlády Apolo Milton Obote provedl státní převrat a zrušil ústavu. 8. září 1967 pak vstoupila v platnost nová ugandská ústava, která přeměnila Ugandu v centralistický stát a skoncovala s autonomií a existencí všech ugandských království včetně Busogy. Busoga pak tvořila pouhý distrikt. Roku 1974 byl distrikt Busoga rozdělen na distrikty Iganga, Jinja a Kamuli. Roku 1976 byla Východní oblast zrušena a Busoga se stala provincií Busogou. Roku 1989 pak byla provincie Busoga zrušena a její distrikty začleněny do obnovené Východní oblasti. Od té doby netvoří Busoga územněsprávní celek. Roku 1993 přijal ugandský parlament novou ústavu, která umožnila nastolit tradiční vůdce a obnovovala historická království. Brzy bylo obnoveno také království Busoga. Obnovené království však již nemá žádnou autonomii a je pouze tradiční a kulturní institucí. Z distriktu Iganga byl později vyčleněn distrikt Bugiri, a v roce 2000 také distrikt Mayuge.

## Vládcové Busogy
- Předsedové Lukiika
  - (červenec 1906 – 15. leden 1914) Semei Lwakirenzi Kakungulu
  - (1919 – 11. únor 1939) Ezekieri Tenywa Wako III., omukama Bulamogi

- Hlavy konfederace (titul Isebantu Kyabazinga)
  - 11. únor 1939 – 1949 Ezekieri Tenywa Wako III., omukama Bulamogi
  - 1949 – 1955 William Wilberforce Kadhumbula Nadiope III., omukama Bugabuly (1. období)
  - 1956 – 1962 Henry Wako Muloki (1. období)
  - 28. září 1962 – 8. září 1967 William Wilberforce Kadhumbula Nadiope III, omukama Bugabuly (2. období) (sesazen 8. července 1966)
  - od 11. února 1995 Henry Wako Muloki (2. období)

## Předsedové vlády Busogy
- 1996? - 1999 Keith Mutengu
- 1999 - říjen 2001 William Wilberforce Kiwagama (na dovolené od 3. května 2001)
  - 3. května 2001 - říjen 2001 Alfred Mugoda (úřadoval za Kiwagamu)
- říjen 2001 – 10. ledna 2004 Daniel William Batuwa
- od 10. ledna 2004 Martin Musumba